# Enzo Scorza
Enzo Giovanni Scorza Clavijo (Rivera, 1º marzo 1988) è un calciatore uruguaiano con cittadinanza italiana, attaccante del San Eugenio.

## Carriera

### Club
Cresciuto nel settore giovanile del Danubio, ha giocato in prima squadra dal 2006 al 2008. Nel gennaio 2009 si è trasferito al Central Español insieme a Gerardo Vonder Putten.
Nell'ottobre 2009 ha firmato un contratto con la società italiana del Brindisi.
Nel luglio 2010, ha firmato un contratto con il Seregno, formazione militante nel campionato di Serie D.
Il 17 luglio 2012, viene acquistato dai peruviani del Cienciano. Il 4 febbraio 2014 viene acquistato dai greci dell'Iraklis.

### Nazionale
Scorza ha fatto parte della nazionale uruguaiana Under-17 che ha preso parte al campionato sudamericano di calcio Under-17 2005, dove è stata sconfitta in finale, qualificandosi così per il campionato mondiale di calcio Under-17 2005 in Perù.
Ha anche fatto parte della nazionale uruguaiana Under-20 che ha partecipato al campionato sudamericano di calcio Under-20 2007, anche se successivamente non è stato convocato per il campionato mondiale di categoria.
Il 24 ottobre 2005, ha ricevuto la sua prima chiamata in nazionale maggiore dal CT Jorge Fossati per l'amichevole contro il Messico a Guadalajara. Mentre veniva convocato, si stava allenando con la nazionale uruguaiana Under-17.